# Bezkrólewie
Bezkrólewie (łac. interregnum dosł. „międzykrólewie”) – okres między śmiercią lub abdykacją danego króla, a wstąpieniem na tron (koronacją) jego następcy.
Obu (polskiego i łacińskiego) terminów używa się też czasem, mając na myśli konkretne okresy historyczne, np. sytuację w Polsce po śmierci Władysława III Warneńczyka, portugalski kryzys w latach 1383–1385 lub lata 1332–1340 w historii Danii.
Głową państwa podczas bezkrólewia jest Interrex (→ regent).

## Starożytny Rzym
Do czasu wyboru nowego króla senat rzymski wyłaniał spośród siebie radę dziesięciu interreksów (interreges), którzy cyklicznie przez pięć dni dysponowali władzą królewską. Okres ten był nazywany interregnum. Interreksi proponowali kandydata na króla, który był następnie przedstawiany do akceptacji senatu i komicjów kurialnych. W okresie republiki, jeżeli poprzedni konsulowie z jakichś powodów nie przeprowadzili wyborów w czasie swojego urzędowania, na czas interregnum powoływano interreksa, który pełnił urząd przez pięć dni, dopóki komicja nie przeprowadziły wyborów.

## Polska
W Polsce zgodnie z tradycją urząd interrexa przypadał prymasowi Polski. Zwyczaj ten został zapoczątkowany po śmierci Zygmunta Augusta w roku 1572, kiedy na interrexa wybrano Jakuba Uchańskiego.

## Święte Cesarstwo Rzymskie
Najdłuższym okresem bezkrólewia w Świętym Cesarstwie Rzymskim było tzw. Wielkie Bezkrólewie. Doświadczenie tego okresu spowodowało wydanie Złotej Bulli przez cesarza Karola IV w 1356, która oprócz regulacji dotyczących elekcji cesarskiej ustaliła, iż władzę podczas bezkrólewia pełnić będą dwaj wikariusze cesarstwa.

## Kościół katolicki
Szczególnym przypadkiem interregnum jest sediswakancja. Podczas sede vacante Stolicy Apostolskiej władzę administracyjną pełni kardynał kamerling.